# Antoine Winfield
Antoine Winfield (født 24. juni 1977 i Akron, Ohio) en en tidligere amerikansk fodboldspiller, der spillede 14 sæsoner som cornerback i NFL, hvor han spillede for Buffalo Bills og Minnesota Vikings. Han spillede collegefootball for Ohio State University.
Winfield spillede i Buffalo fra 1999 til 2003 og nåede at deltage i 72 kampe for Bills, inden han den 8. marts 2004 skrev under på en lukrativ kontrakt med Vikings.
Antoine Winfield fylder ikke meget i landskabet (ca. 175 cm høj og ca. 81 kg tung) sammenlignet med andre amerikanske fodboldspillere, men hans spil er alligevel kendetegnet af fysisk styrke og hårde tacklinger.

## Klubber
- Buffalo Bills (1999–2003)
- Minnesota Vikings (2004–2012)